# Calonectris diomedea
Calonectris diomedea là một loài chim trong họ Procellariidae.
Loài chim Calonectris diomedea sinh sản trên khắp Địa Trung Hải; trên Menorca, Ibiza, Formentera, Cabrera, Conillera và Dragonera trong Balearics; trên Îles d'Hyères ở Pháp; trên Elba, những hòn đảo nhỏ ngoài khơi Sardinia và Sicily, Pantelleria và Lampedusa ở Ý; Ở Malta; trên các hòn đảo ven biển Croatia và một phần của đất liền; trên Kythira, Kolpose và Cyclades ở Hy Lạp. 
Phần lớn dân số trải qua mùa không sinh sản ở Đại Tây Dương, bao gồm các khu vực ngoài khơi bờ biển phía tây châu Phi và bờ biển phía đông Brazil.
Chế độ ăn chủ yếu là mực, thu được chủ yếu bằng cách thu giữ bề mặt. Chúng thường bám theo tàu đánh cá ăn vụn cá tàu bỏ đi.

## Hình ảnh

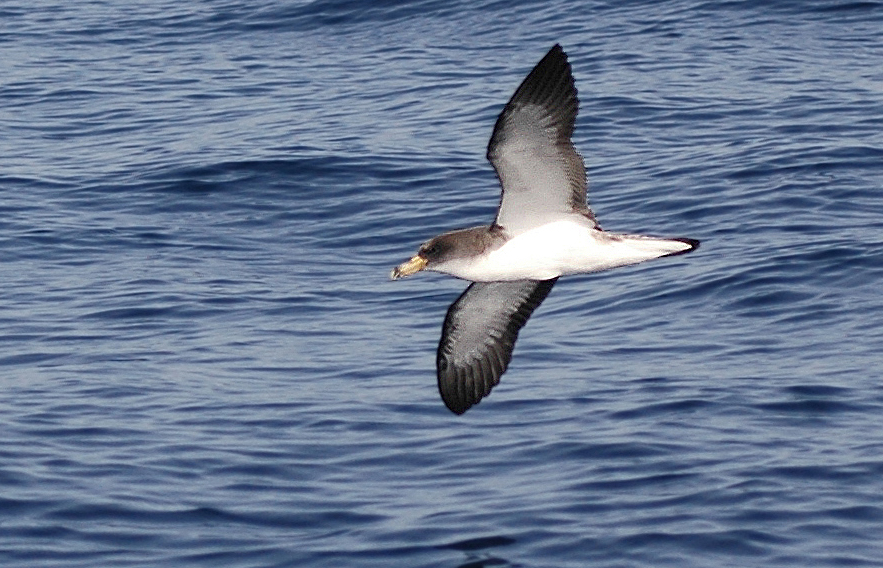
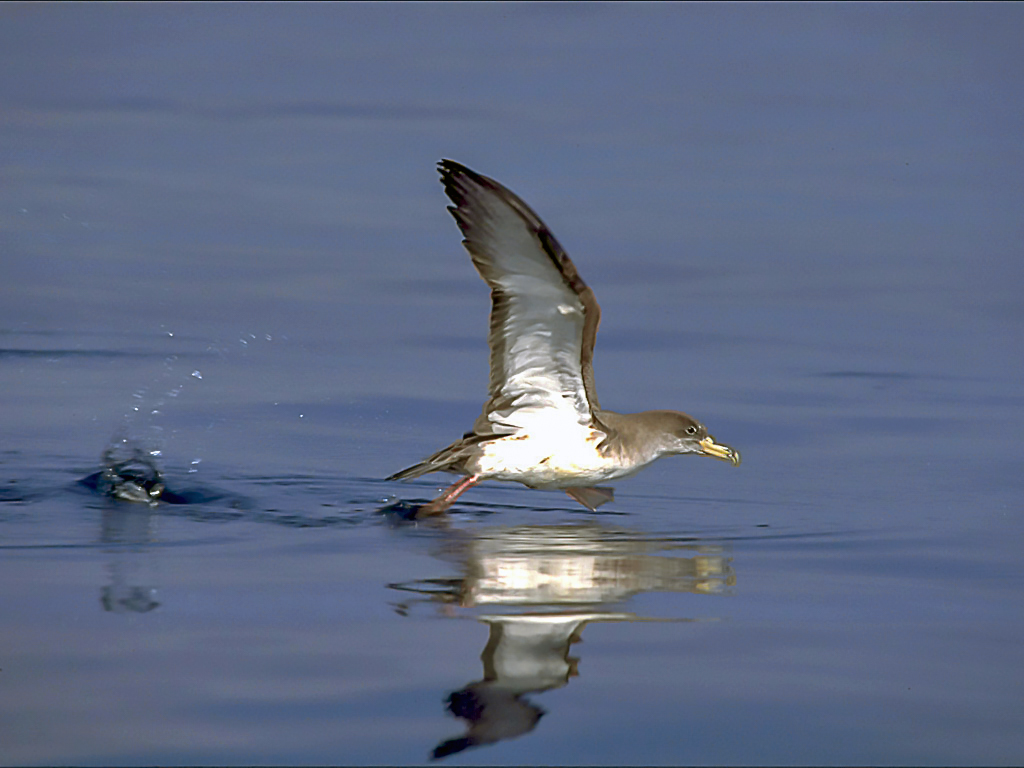
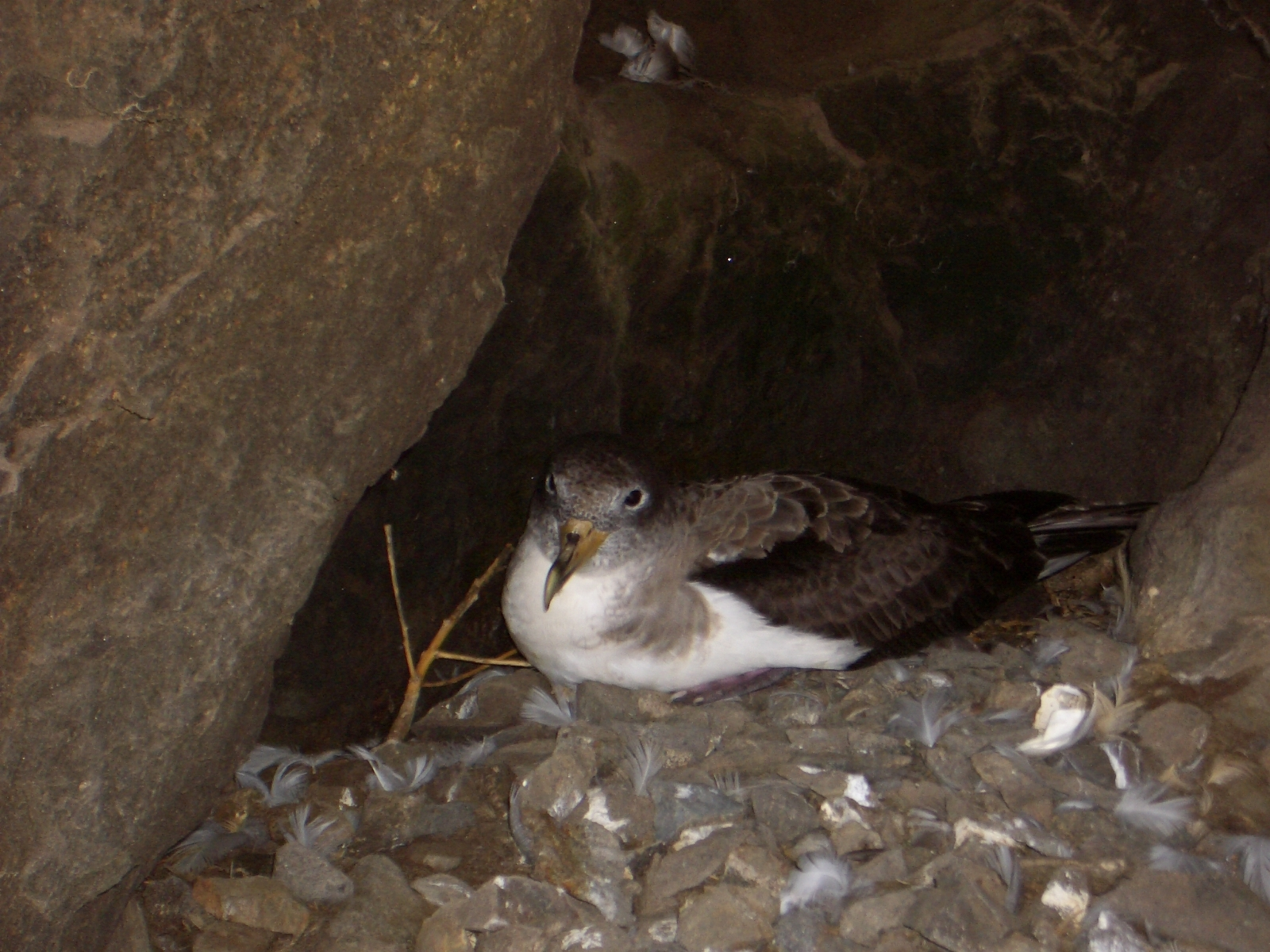
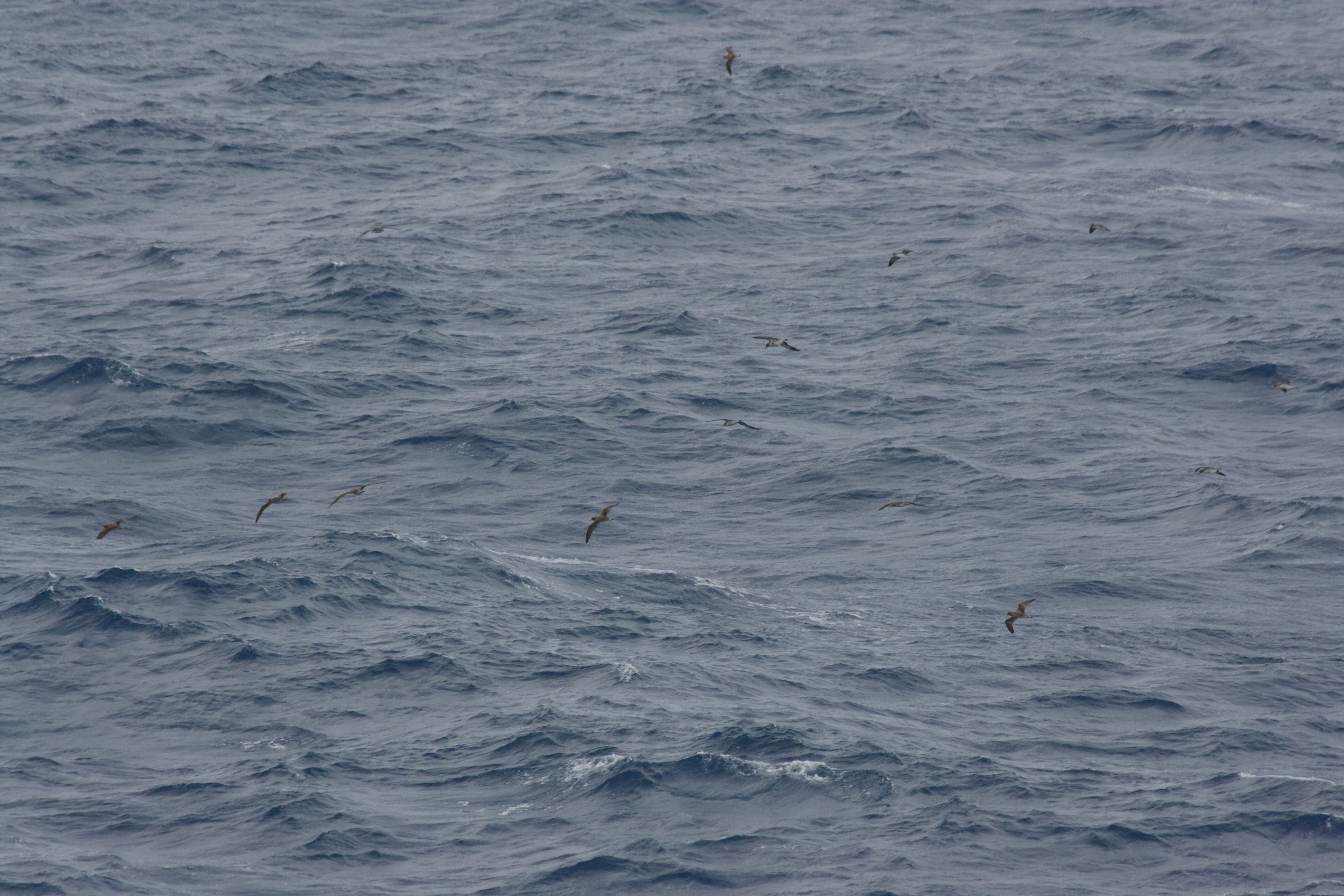
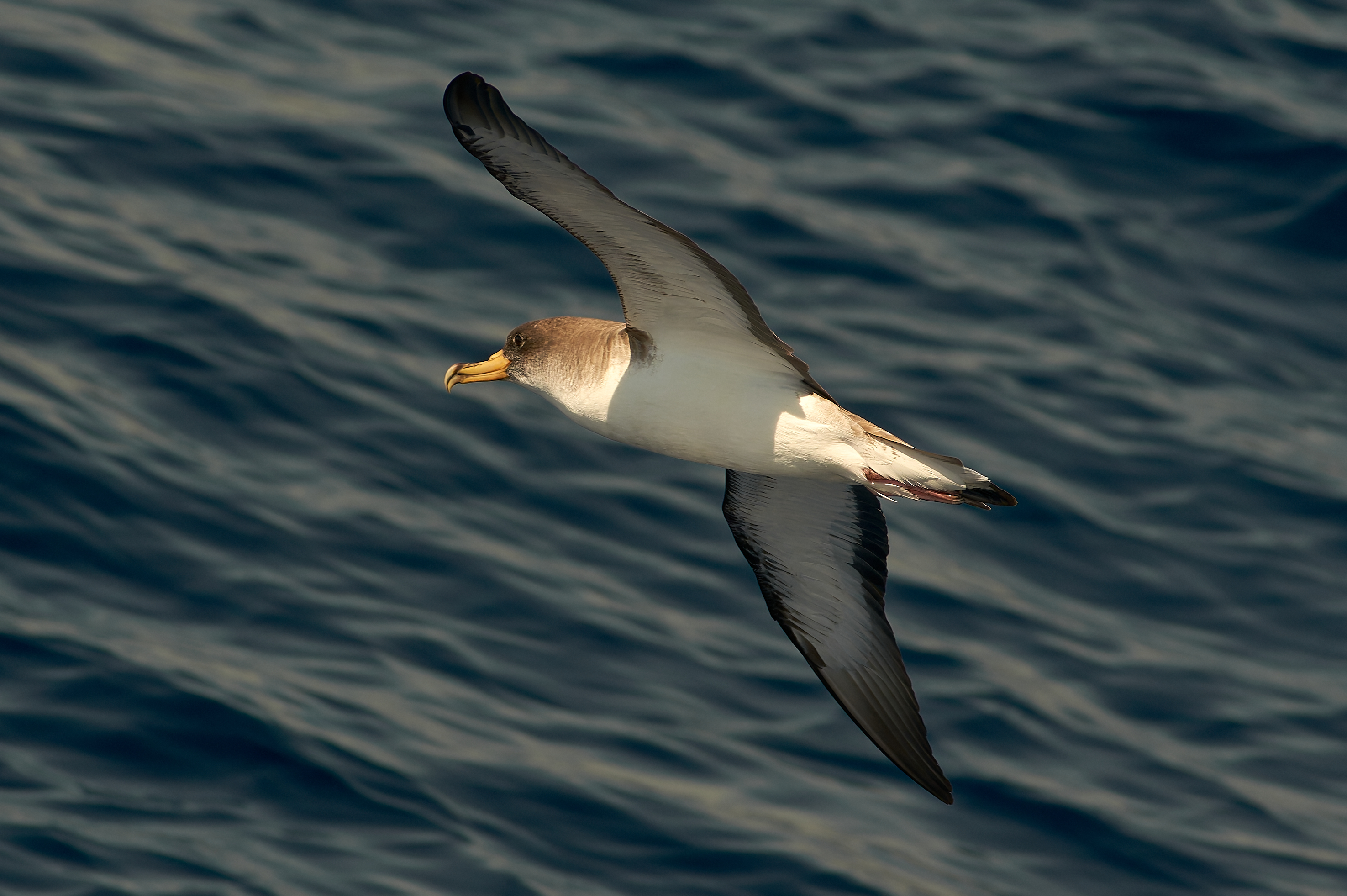
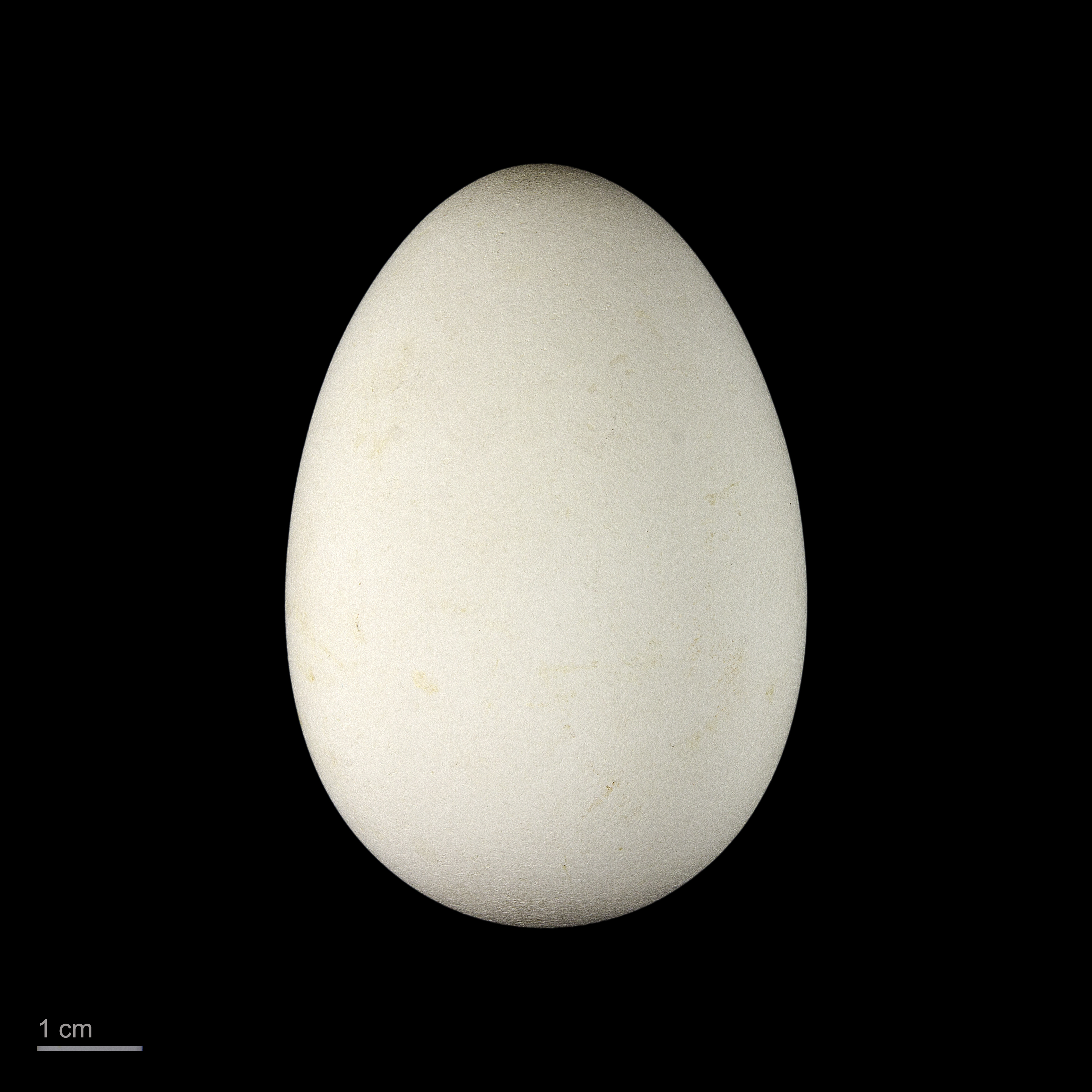
Museum specimen